# Silvia Careddu
Pour les articles homonymes, voir Careddu.
Silvia Careddu (née à Cagliari le 5 mars 1977) est une flûtiste italienne.
Elle est Grand prix à l’unanimité et Prix du public du 56e Concours international d'exécution musicale de Genève en 2001. Depuis 2021, elle est flûte solo de l'Orchestre national de France.

## Biographie
Elle commence ses études musicales au conservatoire de Cagliari (Italie), puis les poursuit avec Riccardo Ghiani et avec Raymond Guiot à l'Académie italienne de flûte (Rome).
Silvia Careddu étudie ensuite au CNR de Paris dans la classe de Sophie Cherrier, puis au Conservatoire national supérieur de musique de Paris avec Pierre-Yves Artaud, Georges Alirol, Florence Souchard et Maurice Bourgue où elle obtient en 2002 le  Diplôme de formation supérieure à l’unanimité avec les félicitations du jury. Elle se perfectionne auprès d'Aurèle Nicolet, Emmanuel Pahud et Jacques Zoon.
En 2001, elle est Grand prix à l’unanimité et Prix du public du 56e Concours international d'exécution musicale de Genève.
Lauréate de nombreux concours internationaux, Silvia Careddu collabore avec des orchestres tels que le Bayerisches Rundfunk, WDR-Köln, le Mahler Chamber Orchestra, le Chamber Orchestra of Europe, le Budapest Festival Orchestra, l'Orchestre de Chambre de Lausanne, l'Orchestre de la Suisse romande, l'orchestre Les Dissonances, le Philharmonia Orchestra ou le Münchener Kammerorchester (Orchestre de chambre de Munich),,.
À partir de 2004, elle est flûte solo de l'Orchestre du Konzerthaus de Berlin, sous la direction de Iván Fischer, et depuis 2012, elle occupe le même poste à l'orchestre de chambre Kammerakademie Potsdam, puis durant deux ans au sein de l'Orchestre philharmonique de Vienne. Depuis 2021, elle est flûte solo de l'Orchestre national de France.
Comme pédagogue, elle enseigne à l'Académie de musique Hanns Eisler de Berlin et elle est professeur pour le cycle de perfectionnement au Conservatoire supérieur de musique de Badajoz (Espagne) et participe en tant qu'enseignante aux académies d'été du Festival des Arcs, de Spivakov, de Sorak (Corée du Sud), de la semaine musicale de Salceda (Espagne).

## Répertoire

### Flûte et orchestre
- Bernstein Halil pour flute et orchestre
- Boehm Concerto en sol majeur, op. 1
- Cimarosa Concerto en sol majeur pour 2 flûtes
- Danzi Sinfonia Concertante pour flûte et clarinette
- Devienne Concerto no. 2 en ré majeur, et no. 7 en mi mineur
- Gubaidulina Music pour flûte, cordes et percussions
- Haydn Concerto en ré majeur
- Honegger Double Concerto pour flûte et hautbois
- Ibert Concerto
- Khatchaturian Concerto
- Molique Concerto en mi mineur
- Mozart Concerto en sol majeur K313, Concerto en ré majeur K314, Concerto pour flûte et harpe K299, Andante en do majeur K315, Rondo en ré major K184, Symphonie concertante en mi bémol majeur
- Nielsen Concerto
- Reinecke Concerto in D major op. 283
- Romberg Concerto
- Schulhoff Double Concerto for flûte et piano
- Spohr Concerto no. 8 en la mineur op. 47
- Stamitz Concerto in sol majeur
- Wallmann Solo Univers 5

### Flûte et ensemble à cordes
- CPE Bach Concertos (ré mineur - H426, sol majeur - H445, la majeur - H438 et si bémol majeur - H435)
- Bach Concerto (la mineur BWV 1056, Suite no. 2 en si mineur BWV 1067, concertos  brandebourgeois nos 4 et 5, Triple concerto BWV 1044, Suite en si mineur)
- Boccherini Concerto (ré majeur op. 27)
- Haydn Concerto (ré majeur)
- Jolivet Concerto
- Leclair Concerto (do majeur no.3 op. 7)
- Mercadante Concerto (mi mineur)
- Pergolesi Concertos (sol majeur et ré majeur)
- Pleyel Concerto (do majeur)
- Quantz Concertos  (sol majeur, ré majeur, do mineur, mi mineur)
- Telemann Concertos (fa majeur, sol majeur et la majeur)
- Vivaldi Concertos

## Discographie
- Jean-Sébastien Bach - Sonates pour flûtes et clavecin (2008) avec Emmanuel Pahud et Trevor Pinnock - EMI
- Franz Schubert Cycle des 9 symphonies avec le Kammerakademie Potsdam dirigé par Antonello Manacorda (en) (édité chez Sony)
- Eric Tanguy - Musique de chambre (édité cher Transart Live) avec Henri Demarquette
- Poland Abroad - Laks Divertimento (édité chez EDA - Deutschlandradio Kultur)
- Duos avec Francesca Carta, piano (édité par l'Académie musicale de Villecroze)
- H. Johannes Wallmann - Solo Univers - Avec la Deutsche Kammerphilharmonie Bremen dirigée par Franck Ollu (édité chez Integral Art - Deutschlandfunk)
- Flautissimo (édité par Riverberi Sonori)

## Concours internationaux
- Premier Prix à l’unanimité et Prix du Public du 56e Concours International de Musique de Genève
- Premier Prix à l'unanimité au Concours International de flûte Syrinx, à Rome en 1999
- Prix de l’Accademie Musicale de Villecroze[14]
- Prix de la Fondation Lion’s Club
- Prix de la Fondation Internationale Premio Sassari (Italie)
- Prix Jeunes Talents de Morangis (France)